# بلموند
بلموند (انگلیسی: Belmond) شرکت مهمان‌نوازی بریتانیایی است، که در سال ۱۹۷۶ تأسیس شد.